# Andrena farinosa
Andrena farinosa är en biart som beskrevs av Pérez 1895. Andrena farinosa ingår i släktet sandbin, och familjen grävbin. Inga underarter finns listade i Catalogue of Life.